# Charles City (Iowa)
Charles City település az Amerikai Egyesült Államok Iowa államában, Floyd megyében, melynek megyeszékhelye is. Lakosainak száma 7396 fő (2020. április 1.).

## Népesség
A település népességének változása:

| 2010 | 7 652 |
| 2020 | 7 396 |